# شادلوی سفلی
شادلوی سفلی، روستایی از توابع بخش دشتک شهرستان چالدران در استان آذربایجان غربی ایران است.

## جمعیت
این روستا در دهستان آواجیق جنوبی قرار دارد و براساس سرشماری مرکز آمار ایران در سال ۱۳۸۵، جمعیت آن ۳۱۰ نفر (۷۷خانوار) بوده‌است. زبان اهالی ترکی آذربایجانی است و شیعه مذهبند.